# Амбарцумян, Давид Григорьевич
Дави́д Григо́рьевич Амбарцумя́н (арм. Դավիթ Համբարձումյան; 24 июня 1956, Кафан — 9 января 1992, Ереван) — советский спортсмен, многократный чемпион СССР, двукратный чемпион Европы (1981, 1983), призёр Олимпийских игр (1980) по прыжкам в воду. Заслуженный мастер спорта СССР (1980).

## Биография
Давид Амбарцумян родился 24 июня 1956 года в Кафане в спортивной семье. Его отец Григорий Амбарцумян был известным в Армении футболистом, в начале 1960-х годов выступал за ереванский «Арарат». Мать — Алиса Левоновна Бадалова серьёзно занималась художественной гимнастикой.
В 1963 году семья Давида Амбарцумяна переехала в Ереван, где в 1965 году он начал заниматься прыжками в воду у Лаврентия Тарояна. В дальнейшем в разные годы тренировался под руководством Георгия Ованесяна, Василия Кувшинкина и Георгия Гаспаряна. В 1971 году был призёром чемпионата Европы среди юниоров.
Специализировался в прыжках с десятиметровой вышки. В 1972 году впервые стал чемпионом СССР в этой дисциплине, после чего стал привлекаться в состав сборной страны на крупнейших международных соревнованиях. Участвовал в Олимпийских играх в Мюнхене (1972), Монреале (1976) и Москве (1980). На Олимпийских играх в Москве он завоевал бронзовую медаль. В 1981 и 1983 годах становился чемпионом Европы. В 1984 году после того как политическое руководство СССР не позволило советским спортсменам выступить на Олимпийских играх в Лос-Анджелесе, завершил свою спортивную карьеру.
В дальнейшем работал заведующим по учебной части спортивного общества «Динамо» города Еревана (1984—1987) и заместителем председателя спорткомитета Армении (1987—1992).
Умер 9 января 1992 года от внезапной остановки сердца. Похоронен на Нубарашенском (Советашенском) кладбище. В 1992 году ереванской СДЮШОР по прыжкам в воду было присвоено его имя.